# Vostok (coet)
El Coet Vostok (Восток en rus i traduïble com 'Est') va ser una modificació del míssil balístic intercontinental R-7 per adaptar-lo al programa Vostok de vols espacials tripulats. Era un coet homologat per a vols tripulats. Tot i que no era la seva principal missió també es va fer servir per posar en òrbita diversos satèl·lits artificials.
Les principals variants d'aquest coet van ser:
- 8K72 - emprat per llançar els primers vols del programa Luna i alguns prototips de la nau Vostok.
- 8K72K - versió millorada de l'anterior. Aquesta va ser la versió emprada pels vols tripulats.
- 8A92 - usat per llançar els satèl·lits espia Zenit durant els anys seixanta.
- 8A92M - versió revisada de l'anterior emprada per orbitar satèl·lits meteorològics de la classe Meteor.

Al 18 de març del 1980 un coet Vostok-2M va esclatar a la rampa de llançament del cosmòdrom de Plessetsk mentre se'l carregava de combustible. Van morir 48 treballadors. En una investigació d'un incident similar posterior (però en el que es va evitar l'explosió) es va descobrir que la substitució d'una soldadura basada en plom per una soldadura basada en estany als filtres de peròxid d'hidrogen (H₂O₂) va provocar la descomposició del mateix provocant l'explosió.

## Especificacions del Vostok 8K72K
- Etapa núm.: 1 - Acceleradors; 4 x Vostok 8K72K-0 
  - Massa Total: 43,300 kg
  - Massa en buit: 3,710 kg
  - Empenta (buit): 4 x 99,000 kgf (971 kN) = 3,88 MN
  - Isp: 313 s (3,07 kN·s/kg)
  - Temps d'encesa: 118 s
  - Isp(sl): 256 s (2,51 kN·s/kg)
  - Diàmetre: 2,68 m
  - Amplada: 8,35 m
  - Longitud: 19,00 m
  - Propel·lents: LOX/Querosè
  - Motors: 1 x RD-107-8D74-1959 a cada accelerador (4 en total)

- Etapa núm.: 2 - Etapa principal; 1 x Vostok 8K72K-1 
  - Massa Total: 100,400 kg
  - Massa en buit: 6,800 kg
  - Empenta (buit): 912 kN
  - Isp: 315 s (3,09 kN·s/kg)
  - Temps d'encesa: 301 s
  - Isp(sl): 248 s (2,43 kN·s/kg)
  - Diàmetre: 2,99 m
  - Longitud: 28,00 m
  - Propel·lents: LOX/Querosè
  - Motors: 1 x RD-108-8D75-1959

Familia de coets Vostok(foto NASA)

- Etapa núm.: 3 - Etapa final; 1 x Vostok 8K72K-2 
  - Massa Total: 7,775 kg
  - Massa en buit: 1,440 kg
  - Empenta (buit): 54,5 kN
  - Isp: 326 s (3,20 kN·s/kg)
  - Temps d'encesa: 365 s
  - Diàmetre: 2,56 m
  - Amplada: 2,56 m
  - Longitud: 2,84 m
  - Propel·lents: LOX/Querosè
  - Motor: 1 x RD-0109